# Konrad Keilhack
Friedrich Heinrich Ludwig Konrad Keilhack (* 16. August 1858 in Oschersleben; † 10. März 1944 in Berlin) war ein deutscher Geologe und Hochschullehrer.

## Leben
Als zweites von sechzehn Kindern des Kreisbaumeisters August Keilhack und der Sophie Dorothea Bethe geboren, besuchte Keilhack das Rutheneum in Gera. Schon in der Mittelstufe fiel er dem Lehrer Karl Theodor Liebe auf, der ihn für Kartierungsarbeiten heranzog. Er studierte Geologie in Jena, Freiberg, Göttingen und Berlin. 1881  er in Jena zum Dr. phil. promoviert. Im selben Jahr wurde er Hilfsgeologe an der Kgl. Preußischen Geologischen Landesanstalt in Berlin. Seit 1890 Landesgeologe, wurde er 1914 Abteilungsdirigent (Kartierung Flachland) in der Preußischen Geologischen Landesanstalt, was er bis 1923 blieb. Er war ab 1896 o. Professor an der Bergakademie Berlin (der späteren TH Berlin). Für seine farbigen Kartierungen noch heute berühmt (zum Beispiel in Brandenburg, Sachsen, Pommern), beschäftigte sich Keilhack auch mit dem Braunkohlebergbau. Er gilt als Pionier der Hydrogeologie des Norddeutschen Tieflandes. Außerdem beschäftigte er sich mit der Geologie des Eiszeitalters. Mit Jakob Stoller prägte er 1910 den Begriff der Saale-Eiszeit für die vorletzte Eiszeit (Saale-Komplex). Keilhack befasste sich auch mit der Verwertung von Mooren als Heilbäder. 1892 wurde er in die Deutsche Akademie der Naturforscher Leopoldina gewählt.
Keilhack begründete den Geologenkalender. Er gründete das Geologische Zentralblatt, das er von 1901 bis 1937 herausgab. 1917 bis 1919 war er Präsident der Deutschen Geologischen Gesellschaft.
Keilhack war als Student Mitglied des Corps Saxonia Jena geworden, musste aber aus familiären Gründen ausscheiden. 1929 wurde er Corpsschleifenträger.
Er starb im Alter von 86 Jahren bei einem der Luftangriffe der Alliierten auf Berlin. Er ist auf dem Friedhof Berlin-Frohnau begraben.

## Familie
1. Ehe: Verheiratet 15. April 1883 in Berlin mit Klara Baur (* 14. Oktober 1863 in Belzig, † 28. Februar 1889 in Berlin), Tochter des Diakons Ernst Ferdinand Albert Baur. Aus dieser Ehe gingen hervor 1 Sohn, 2 Töchter (Ludwig * 29. Dezember 1884; † 1. Oktober 1914 (6. April 1915?); gefallen in Tiko, Kamerun, Ilse * 6. Januar 1886; † 1914, Clara * 23. Februar 1889; † 1970)
2. Ehe: Verheiratet 16. Oktober 1890 in Kolberg mit Martha (* 18. September 1865; † 31. Dezember 1957), Tochter des Rittmeisters Karl Gottlob Albert Wahrendorff und der Ernestina Maria Furbach, 1 Sohn (Hans * 2. Februar 1892; † 1946)
3. Er war der Großvater des Geologen Hans-Wilhelm Quitzow

## Ehrungen
- Geh. Bergrat
- Ehrensenator der TH Berlin
- Ehrenmitglied der Deutschen Gesellschaft für Geowissenschaften
- Konrad Keilhack-Preis der HGN Beratungsgesellschaft, Nordhausen (seit 2006)

## Werke (Auswahl)
- mit Leopold van Werveke u. a.: Handbuch für den Deutschen Braunkohlebergbau, Halle an der Saale, 1907, 2. Auflage 1912
- Lehrbuch der Grundwasser- und Quellenkunde: für Geologen, Hydrologen, Bohrunternehmer, Brunnenbauer, Bergleute, Bauingenieure und Hygieniker,  Borntraeger, 1912, 3. Auflage 1935
- Lehrbuch der praktischen Geologie – Arbeits- und Untersuchungsmethoden auf dem Gebiete der Geologie, Mineralogie und Palaeontologie, Stuttgart, Enke, zuerst 1896, 4. Auflage in 2 Bänden, 1921/22
- Einführung in das Verständniss der geologischen-agronomischen Specialkarten des Norddeutschen Flachlandes: eine Erläuterung ihrer Grundlagen und ihres Inhaltes, Berlin, Königlich Preußische Geologische Landesanstalt, 2. Auflage 1901